# 大阪堺菌
大阪堺菌（学名：Ideonella sakaiensis）是伯克氏菌目丛毛单胞菌科艾德昂菌属的一种细菌，能够分解并消化塑料聚对苯二甲酸乙二酯（PET）成为有机小分子以获取能源。本菌种最初是从日本大阪府堺市一家塑料瓶回收厂的沉淀物样本中分离出来的，也因而得名。

## 发现
2016年，日本京都工艺纤维大学小田耕平和庆应义塾大学宫本健二带领的研究团队在堺市一个塑料瓶回收设施附近采集了被PET污染的沉淀物样本，首次发现了大阪堺菌。该细菌是从沉积物样品中的微生物群中分离出来的，微生物群包括其它原生动物和酵母样细胞。研究发现，PET经大阪堺菌降解吸收后，整个微生物群落将其中的75%矿化为二氧化碳。

## 特征
大阪堺菌呈革兰氏阴性、好氧、杆状。不形成孢子。细胞可运动，只有一个鞭毛。氧化酶和过氧化氢酶也呈阳性。适合生长的pH值范围为5.5到9.0（最优为7到7.5），温度为15-42℃（最优为30-37℃）。菌落无色，光滑，呈圆形。细菌的大小不等，宽度约0.6-0.8μm，长度约1.2-1.5μm。本细菌附着在PET表面生长形成一层薄的菌落附属物。菌落可能在PET表面分泌PET降解酶。
通过系统发生学分析，本物种为艾德昂菌属的一部分，但其基因组与该属其他已知物种如脱氯艾德昂菌（Ideonella dechloratans）和固氮艾德昂菌（Ideonella azotifigens）等存在显著差异，因而被确认为新的物种。

## PET的降解与吸收
大阪堺菌粘附在PET表面，通过分泌PET水解酶或PET酶将PET降解为单体2-羟乙基对苯二甲酸（MHET），一种由对苯二甲酸（TPA）和乙二醇组成的异二聚体。大阪堺菌PET酶是目前发现的第一种PET酶，其功能是高效地水解PET中存在的酯键。然后，在细胞外膜上用脂质锚定的MHET酶（MHETase）将生成的MHET降解为两种单体成分。其中乙二醇很容易被大阪堺菌等许多细菌吸收和利用；对苯二甲酸则是一种较难降解的化合物，必须通过TPA转运蛋白进入大阪堺菌的细胞内。一旦进入细胞，芳香对苯二甲酸的分子会被TPA -1,2-双加氧酶和1,2-二羟基-3,5-环己二烯-1,4-二羧酸脱氢酶氧化成邻苯二酚中间体。然后，儿茶酚环被PCA 3,4-双加氧酶裂解，然后该化合物被整合到其他代谢途径（如TCA循环）。因此，这两种来自PET的分子都被细胞用来产生能量和建立必要的生物分子。最终，被吸收的碳可能被矿化成二氧化碳并释放到大气中。

## 影响和应用
大阪堺菌对降解PET塑料具有潜在的重要意义。在本菌被发现之前，已知的PET降解者只有少量的细菌和真菌，包括茄鐮孢菌（Fusarium solani），且没有任何生物体能够将PET作为主要的碳和能源进行降解。作为一种循环利用和生物修复方法，大阪堺菌的出现让PET生物降解成为可能。
野生型细菌能够在大约6周内定植并用PET酶分解0.2 mm厚的低结晶度PET（软PET）薄膜，而降解高结晶度PET（硬PET）所需的时间大约为30倍。大量的人造PET是高度结晶的（如塑料瓶），因此，人们认为，要将大阪堺菌PET酶应用在塑料回收前，需要先对该酶进行基因优化以提升其效率。而另一负责将PET酶产生的MHET降解为乙二醇和对苯二甲酸的MHET酶也可优化，与PET酶一起应用于回收或生物修复。一旦PET被分解成乙二醇和对苯二甲酸，就可以被大阪堺菌或其他微生物进一步生物降解成二氧化碳，也可以在工业回收装置中提纯并用于制造新的PET。